# Mistrzostwa świata w pelocie baskijskiej
Mistrzostwa świata w pelocie baskijskiej (ang. Basque Pelota World Championships) – międzynarodowy turniej peloty baskijskiej organizowany przez Międzynarodową Federację Peloty Baskijskiej (FIVP) dla reprezentacji narodowych. Pierwsze mistrzostwa wystartowały w 1952 roku w hiszpańskim San Sebastián i uczestniczyło w nich 8 drużyn narodowych, które zmagały się w różnych kategoriach (trinquete, fronton – indywidualne mężczyzn i kobiet oraz w parach mieszanych). Rozgrywki odbywają się od 1958 regularnie co cztery lata. Najwięcej tytułów mistrzowskich zdobyła reprezentacja Francji i Hiszpanii.

## Wyniki
1952–2006, 2010–2018, 2022-
| Rok                                      | Organizator                 | T |  | Zwycięzca | II miejsce | III miejsce |  | Uwagi      |
| Mistrzostwa świata w pelocie baskijskiej |                             |   |  |           |            |             |  |            |
| 1952                                     | San Sebastián (Hiszpania)   | 1 |  | Francja   | Hiszpania  | Argentyna   |  | 8 drużyn   |
| 1955                                     | Montevideo (Urugwaj)        | 1 |  | Hiszpania | Argentyna  | Meksyk      |  | 7 drużyn   |
| 1958                                     | Biarritz (Francja)          | 2 |  | Hiszpania | Francja    | Argentyna   |  | 9+ drużyn  |
| 1962                                     | Pampeluna (Hiszpania)       | 1 |  | Argentyna | Hiszpania  | Francja     |  | 7 drużyn   |
| 1966                                     | Montevideo (Urugwaj)        | 2 |  | Francja   | Meksyk     | Hiszpania   |  | 7+ drużyn  |
| 1970                                     | San Sebastián (Hiszpania)   | 3 |  | Hiszpania | Francja    | Argentyna   |  | 5+ drużyn  |
| 1974                                     | Montevideo (Urugwaj)        | 2 |  | Argentyna | Francja    | Hiszpania   |  | 5+ drużyn  |
| 1978                                     | Biarritz (Francja)          | 4 |  | Hiszpania | Argentyna  | Francja     |  | 9+ drużyn  |
| 1982                                     | Meksyk (Meksyk)             | 3 |  | Francja   | Argentyna  | Hiszpania   |  | 9+ drużyn  |
| 1986                                     | Vitoria (Hiszpania)         | 4 |  | Francja   | Hiszpania  | Meksyk      |  | 12+ drużyn |
| 1990                                     | Hawana (Kuba)               | 5 |  | Hiszpania | Meksyk     | Francja     |  | 10+ drużyn |
| 1994                                     | Saint-Jean-de-Luz (Francja) | 5 |  | Francja   | Hiszpania  | Meksyk      |  | 10+ drużyn |
| 1998                                     | Meksyk (Meksyk)             | 6 |  | Hiszpania | Meksyk     | Argentyna   |  | 10+ drużyn |
| 2002                                     | Pampeluna (Hiszpania)       | 7 |  | Hiszpania | Francja    | Meksyk      |  | 16 drużyn  |
| 2006                                     | Meksyk (Meksyk)             | 1 |  | Meksyk    | Hiszpania  | Francja     |  | 18 drużyn  |
| 2010                                     | Pau (Francja)               | 8 |  | Hiszpania | Meksyk     | Francja     |  | 22 drużyn  |
| 2014                                     | Zinacantepec (Meksyk)       | 2 |  | Meksyk    | Hiszpania  | Francja     |  | 18 drużyn  |
| 2018                                     | Barcelona (Hiszpania)       | 6 |  | Francja   | Hiszpania  | Meksyk      |  | 14 drużyn  |
| 2022                                     | Biarritz (Francja)          | 9 |  | Hiszpania | Francja    | Meksyk      |  | 36 drużyn  |
| 2026                                     | San Luis (Argentyna)        |   |  |           |            |             |  | ? drużyn   |
| 2030                                     | Bilbao (Hiszpania)          |   |  |           |            |             |  | ? drużyn   |

## Klasyfikacja medalowa
W dotychczasowej historii Mistrzostw świata na podium oficjalnie stawało w sumie 4 drużyny. Liderem klasyfikacji jest Hiszpania, która zdobyła złoty medal mistrzostw 9 razy.
Stan na grudzień 2022.
| Lp. | Reprezentacja | Miejsca na podium | Miejsca na podium | Miejsca na podium | Zwycięskie sezony                  |   |   |                                                      |
| --- | ------------- | ----------------- | ----------------- | ----------------- | ---------------------------------- | - | - | ---------------------------------------------------- |
| Lp. | Reprezentacja | 1.                | Hiszpania         | 9                 | Zwycięskie sezony                  | 7 | 3 | 1955, 1958, 1970, 1978, 1990, 1998, 2002, 2010, 2022 |
| 2.  | Francja       | 6                 | 5                 | 6                 | 1952, 1966, 1982, 1986, 1994, 2018 |   |   |                                                      |
| 3.  | Meksyk        | 2                 | 4                 | 6                 | 2006, 2014                         |   |   |                                                      |
| 4.  | Argentyna     | 2                 | 3                 | 4                 | 1962, 1974                         |   |   |                                                      |